# Hambre (O'Flaherty)
El hambre (en inglés Famine) es una novela del escritor irlandés Liam O'Flaherty publicada en 1937. Situada en el ficticio Valle Negro en el oeste de Irlanda durante la Gran Hambruna de la década de 1840, la novela cuenta la historia de tres generaciones de la familia Kilmartin.
En una revisión del Irish Times, John Broderick dijo de la novela que el personaje de María Kilmartin (la heroína) ha sido destacado por dos generaciones de críticos como una de las grandes creaciones de la literatura moderna.
La novela se editó en Argentina, en 1946, con el título En un valle de Irlanda. Las ediciones más recientes, como por ejemplo la de Argos Vergara, usan el título Hambre.